# Episcythris triangulella
Episcythris triangulella is een vlinder uit de familie dikkopmotten (Scythrididae). De wetenschappelijke naam is voor het eerst geldig gepubliceerd in 1874 door Ragonot.
De soort komt voor in Europa.